# Anisoscelini
Tribu
Anisoscelini est une tribu d'insectes du sous-ordre des hétéroptères (punaises) de la famille des Coreidae.

## Historique et dénomination
- La tribu des Anisoscelini a été décrite par l'entomologiste français Francis de Laporte de Castelnau en 1832 sous le nom initial d'Anisoscelites[1]. Le nom Anisoscelini a été introduit par Amyot & Serville en 1843.
- Le genre type pour la tribu est Anisoscelis Latreille, 1829

### Synonymie
- Anisoscélides
- Anisoscelidida
- Anisoscelidini
- Anisoscélites
- Leptoscelidida (Stål, 1868)[2]
- Leptoscelidini (Stål, 1868)[3]
- Leptoscelini (Stål, 1868)[2]

## Taxinomie
Liste des genres
- Anisoscelis Latreille, 1829
- Baldus Stål, 1868
- Belonomus Uhler, 1869
- Chondrocera Laporte, 1832
- Coribergia Casini, 1984
- Dalmatomammurius Brailovsky, 1982
- Diactor Perty, 1830
- Holhymenia Lepeletier & Serville, 1825
- Kalinckascelis Brailovsky, 1990
- Leptoglossus Guérin-Méneville, 1831
- Leptopelios Brailovsky, 2001
- Leptoscelis Laporte, 1833
- Leptostellana Brailovsky, 1997
- Malvana Stål, 1865
- Malvanaioides Brailovsky, 1990
- Narnia Stål, 1862
- Onoremia Brailovsky, 1995
- Phthia Stål, 1862
- Phthiacnemia Brailovsky, 2009
- Phthiadema Brailovsky, 2009
- Phthiarella Brailovsky, 2009
- Plunentis Stål, 1860
- Rhytidophthia Brailovsky, 2009
- Sephinioides Brailovsky, 1996
- Tarpeius Stål, 1868
- Ugnius Stål, 1860